# Adam Żmudziński
Adam Żmudziński (ur. 19 stycznia 1956) – polski brydżysta, Arcymistrz Światowy (PZBS), World Grand Master (WBF), sędzia okręgowy, trener II. klasy, zawodnik drużyny RUCH SA AZS PWR I Wrocław. Jego stałym partnerem jest Cezary Balicki.

## Wyniki brydżowe

### Rozgrywki krajowe
W rozgrywkach krajowych zdobywał następujące lokaty:
| Drużynowe mistrzostwa Polski | Drużynowe mistrzostwa Polski    | Drużynowe mistrzostwa Polski |
| Sezon                        | Drużyna                         | Pozycja                      |
| ---------------------------- | ------------------------------- | ---------------------------- |
| 2010/11                      | Ruch – AZS Politechnika Wrocław | 3                            |
| 2008/09                      | Sygnity AZS P Wrocław           | 2                            |
| 2007/08                      | Sygnity AZS P Wrocław           | 1                            |
| 2006/07                      | Sygnity AZS P Wrocław           | 1                            |
| 2003/04                      | Computerland AZS P Wrocław      | 1                            |
| 2002/03                      | AZS Politechnika Wrocław        | 2                            |
| 2001                         | Cronix AZS P. Wrocław           | 2                            |
| 2000                         | AZS Politechnika Wrocław        | 1                            |
| 1999                         | Evita AZS Wrocław               | 3                            |
| 1998                         | Evita AZS Wrocław               | 3                            |
| 1996                         | AZS Politechnika Wrocław        | 2                            |
| 1995                         | AZS Politechnika Wrocław        | 2                            |
| 1994                         | AZS Politechnika Wrocław        | 3                            |
| 1993                         | AZS Politechnika Wrocław        | 1                            |

| Mistrzostwa Polski par | Mistrzostwa Polski par | Mistrzostwa Polski par | Mistrzostwa Polski par |
| Rok                    | Kategoria              | Partner                | Pozycja                |
| ---------------------- | ---------------------- | ---------------------- | ---------------------- |
| 1995                   | Open                   | Cezary Balicki         | 2                      |
| 1994                   | IMP                    | Marek Witek            | 1                      |
| 1993                   | Open                   | Cezary Balicki         | 2                      |
| 1990                   | Open                   | Cezary Balicki         | 1                      |
| 1989                   | Open                   | Cezary Balicki         | 1                      |
| 1988                   | Open                   | Cezary Balicki         | 1                      |
| 1987                   | Open                   | Cezary Balicki         | 2                      |

| Mistrzostwa Polski teamów | Mistrzostwa Polski teamów | Mistrzostwa Polski teamów | Mistrzostwa Polski teamów |
| Rok                       | Typ                       | Kategoria                 | Pozycja                   |
| ------------------------- | ------------------------- | ------------------------- | ------------------------- |
| 2003                      | Otwarte                   | Open                      | 1                         |

### Olimiady
W olimpiadach w zawodach uzyskał następujące rezultaty:
| Olimpiady brydżowe. Zawody teamów | Olimpiady brydżowe. Zawody teamów | Olimpiady brydżowe. Zawody teamów    | Olimpiady brydżowe. Zawody teamów | Olimpiady brydżowe. Zawody teamów | Olimpiady brydżowe. Zawody teamów |
| Rok                               | Miejsce                           | Zawody                               | Kategoria                         | Drużyna                           | Pozycja                           |
| --------------------------------- | --------------------------------- | ------------------------------------ | --------------------------------- | --------------------------------- | --------------------------------- |
| 2012                              | Lille                             | 2. Olimpiada Sportów Umysłowych      | Open                              | Poland                            | 2                                 |
| 2004                              | Stambuł                           | 12. Olimpiada Teamów                 | Open                              | Poland                            | 17                                |
| 2002                              | Salt Lake City                    | 4. Mistrzostwa o Wielką Nagrodę MKOL | Open                              | Poland                            | 2                                 |
| 2000                              | Maastricht                        | 11. Olimpiada Brydżowa               | Open                              | Poland                            | 2                                 |
| 1998                              | Lozanna                           | 1. Mistrzostwa o Wielką Nagrodę MKOL | Open                              | Poland                            | 5                                 |
| 1996                              | Rodos                             | 10. Olimpiada Teamów                 | Open                              | Poland                            | 5                                 |
| 1992                              | Salsomaggiore                     | 9. Olimpiada Teamów                  | Open                              | Poland                            | 5                                 |
| 1988                              | Wenecja                           | 8. Olimpiada Teamów                  | Open                              | Poland                            | 9                                 |

### Zawody światowe
W światowych zawodach zdobył następujące lokaty:
| Mistrzostwa Świata. Konkurencja teamów | Mistrzostwa Świata. Konkurencja teamów | Mistrzostwa Świata. Konkurencja teamów | Mistrzostwa Świata. Konkurencja teamów | Mistrzostwa Świata. Konkurencja teamów | Mistrzostwa Świata. Konkurencja teamów |
| Rok                                    | Miejsce                                | Zawody                                 | Kategoria                              | Drużyna                                | Pozycja                                |
| -------------------------------------- | -------------------------------------- | -------------------------------------- | -------------------------------------- | -------------------------------------- | -------------------------------------- |
| 2013                                   | Nusa Dua                               | 41. Mistrzostwa Świata Teamów          | Open                                   | Poland                                 | 3                                      |
| 2011                                   | Veldhoven                              | 40. Mistrzostwa Świata Teamów          | Trans                                  | Monaco                                 | 28                                     |
| 2010                                   | Filadelfia                             | 13. Seria Mistrzostw Świata            | Open                                   | Cayne                                  | 9                                      |
| 2009                                   | São Paulo                              | 39. Mistrzostwa Świata Teamów          | Trans                                  | Zimmerman                              | 1                                      |
| 2007                                   | Szanghaj                               | 38. Mistrzostwa Świata Teamów          | Trans                                  | Russia                                 | 2                                      |
| 2006                                   | Werona                                 | 12. Mistrzostwa Świata                 | Open                                   | Jacobs                                 | 33                                     |
| 2005                                   | Estoril                                | 37. Mistrzostwa Świata Teamów          | Trans                                  | Schugart                               | 5                                      |
| 2003                                   | Monte Carlo                            | 36. Mistrzostwa Świata Teamów          | Tran                                   | Jacobs                                 | 40                                     |
| 2002                                   | Montreal                               | 11. Mistrzostwa Świata                 | Open                                   | Burgay                                 | 3                                      |
| 2001                                   | Paryż                                  | 35. Mistrzostwa Świata Teamów          | Open                                   | Poland                                 | 3                                      |
| 2000                                   | Southampton                            | 34. Mistrzostwa Świata Teamów          | Trans                                  | Meltzer                                | 1                                      |
| 1998                                   | Lille                                  | 10. Mistrzostwa Świata                 | Open                                   | Zakrzewski                             | 9                                      |
| 1997                                   | Hammamet                               | 33. Mistrzostwa Świata Teamów          | Trans                                  | Balicki                                | 32                                     |
| 1997                                   | Hammamet                               | 33. Mistrzostwa Świata Teamów          | Open                                   | Poland                                 | 6                                      |
| 1994                                   | Albuquerque                            | 9. Mistrzostwa Świata                  | Open                                   | Otvosi                                 | 2                                      |
| 1993                                   | Santiago                               | 31. Mistrzostwa Świata Teamów          | Open                                   | Poland                                 | 6                                      |
| 1991                                   | Jokohama                               | 30. Mistrzostwa Świata Teamów          | Open                                   | Poland                                 | 2                                      |
| 1990                                   | Genewa                                 | 8. Mistrzostwa Świata                  | Open                                   | Martens                                | 17                                     |
| 1989                                   | Perth                                  | 29. Mistrzostwa Świata Teamów          | Open                                   | Poland                                 | 3                                      |

| Mistrzostwa Świata. Konkurencja par | Mistrzostwa Świata. Konkurencja par | Mistrzostwa Świata. Konkurencja par | Mistrzostwa Świata. Konkurencja par | Mistrzostwa Świata. Konkurencja par | Mistrzostwa Świata. Konkurencja par |
| Rok                                 | Miejsce                             | Zawody                              | Kategoria                           | Partner                             | Pozycja                             |
| ----------------------------------- | ----------------------------------- | ----------------------------------- | ----------------------------------- | ----------------------------------- | ----------------------------------- |
| 1990                                | Genewa                              | 8. Mistrzostwa Świata               | Open                                | Cezary Balicki                      | 3                                   |

### Zawody europejskie
W europejskich zawodach zdobył następujące lokaty:
| Zawody europejskie. Konkurencja teamów | Zawody europejskie. Konkurencja teamów | Zawody europejskie. Konkurencja teamów | Zawody europejskie. Konkurencja teamów | Zawody europejskie. Konkurencja teamów | Zawody europejskie. Konkurencja teamów |
| Rok                                    | Miejsce                                | Zawody                                 | Kategoria                              | Drużyna                                | Pozycja                                |
| -------------------------------------- | -------------------------------------- | -------------------------------------- | -------------------------------------- | -------------------------------------- | -------------------------------------- |
| 2013                                   | Opatija                                | 12. Puchar Europy                      | Open                                   | Ruch SA AZS Politechnika Wroclaw       | 3                                      |
| 2012                                   | Dublin                                 | 51. Mistrzostwa Europy Teamów          | Open                                   | Poland                                 | 5                                      |
| 2010                                   | Ostenda                                | 50. Mistrzostwa Europy Teamów          | Open                                   | Poland                                 | 2                                      |
| 2009                                   | Paryż                                  | 8. Puchar Europy                       | Open                                   | ABC Russia                             | 5                                      |
| 2009                                   | San Remo                               | 4. Otwarte Mistrzostwa Europy          | Miksty                                 | Joel                                   | 17                                     |
| 2009                                   | San Remo                               | 4. Otwarte Mistrzostwa Europy          | Open                                   | Zimmerman                              | 17                                     |
| 2007                                   | Wrocław                                | 6. Puchar Europy                       | Open                                   | SAPW Poland                            | 2                                      |
| 2007                                   | Antalya                                | 3. Otwarte Mistrzostwa Europy          | Open                                   | Russia                                 | 17                                     |
| 2005                                   | Teneryfa                               | 2. Otwarte Mistrzostwa Europy          | Miksty                                 | Gromova                                | 9                                      |
| 2005                                   | Teneryfa                               | 2. Otwarte Mistrzostwa Europy          | Open                                   | Sazonov                                | 9                                      |
| 2004                                   | Barcelona                              | 3. Puchar Europy                       | Open                                   | CW Poland                              | 2                                      |
| 2004                                   | Malmö                                  | 47. Mistrzostwa Europy Teamów          | Open                                   | Poland                                 | 3                                      |
| 2003                                   | Mentona                                | 1. Otwarte Mistrzostwa Europy          | Open                                   | Jacobs                                 | 17                                     |
| 2002                                   | Salsomaggiore                          | 46. Mistrzostwa Europy Teamów          | Open                                   | Poland                                 | 6                                      |
| 2001                                   | Teneryfa                               | 45. Mistrzostwa Europy Teamów          | Open                                   | Poland                                 | 3                                      |
| 1997                                   | Montecatini                            | 43. Mistrzostwa Europy Teamów          | Open                                   | Poland                                 | 2                                      |
| 1995                                   | Vilamoura                              | 42. Mistrzostwa Europy Teamów          | Open                                   | Poland                                 | 5                                      |
| 1993                                   | Mentona                                | 41. Mistrzostwa Europy Teamów          | Open                                   | Poland                                 | 1                                      |
| 1991                                   | Killarney                              | 40. Mistrzostwa Europy Teamów          | Open                                   | Poland                                 | 3                                      |
| 1989                                   | Turku                                  | 39. Mistrzostwa Europy Teamów          | Open                                   | Poland                                 | 1                                      |

| Zawody europejskie. Konkurencja par | Zawody europejskie. Konkurencja par | Zawody europejskie. Konkurencja par | Zawody europejskie. Konkurencja par | Zawody europejskie. Konkurencja par | Zawody europejskie. Konkurencja par |
| Rok                                 | Miejsce                             | Zawody                              | Kategoria                           | Partner                             | Pozycja                             |
| ----------------------------------- | ----------------------------------- | ----------------------------------- | ----------------------------------- | ----------------------------------- | ----------------------------------- |
| 2007                                | Antalya                             | 3. Otwarte Mistrzostwa Europy       | Open                                | Cezary Balicki                      | 36                                  |
| 1995                                | Rzym                                | 8. Mistrzostwa Europy Par           | Open                                | Cezary Balicki                      | 75                                  |
| 1993                                | Bielefeld                           | 7. Mistrzostwa Europy Par           | Open                                | Cezary Balicki                      | 14                                  |
| 1989                                | Salsomaggiore                       | 5. Mistrzostwa Europy Par           | Open                                | Cezary Balicki                      | 39                                  |
| 1987                                | Paryż                               | 4. Mistrzostwa Europy Par           | Open                                | Cezary Balicki                      | 56                                  |

### Inne zawody
W innych zawodach zdobył następujące lokaty:
| Inne zawody. Konkurencja teamów | Inne zawody. Konkurencja teamów | Inne zawody. Konkurencja teamów                             | Inne zawody. Konkurencja teamów | Inne zawody. Konkurencja teamów | Inne zawody. Konkurencja teamów |
| Rok                             | Miejsce                         | Zawody                                                      | Kategoria                       | Drużyna                         | Pozycja                         |
| ------------------------------- | ------------------------------- | ----------------------------------------------------------- | ------------------------------- | ------------------------------- | ------------------------------- |
| 2006                            | Dallas                          | Spring Championships – Vanderbild Knockout Teams, 2006      | Open                            | -                               | 1                               |
| 2005                            | Jokohama                        | NEC Bridge Festival – Jokohama. 2005                        | Open                            | -                               | 2                               |
| 2003                            | Nowy Orlean                     | Fall Championships – Reisinger Board-a-Match Teams, 2003    | Open                            | -                               | 2                               |
| 2003                            | Long Beach                      | Summer Championships – Spingold Master Knockout Teams, 2003 | Open                            | -                               | 1                               |
| 2001                            | Kansas City                     | Spring Championships – Vanderbild Knockout Teams, 2001      | Open                            | -                               | 1                               |
| 1998                            | Chicago                         | Summer Championships – Spingold Master Knockout Teams, 1998 | Open                            | -                               | 1                               |
| 1997                            | Saint Louis                     | Fall Championships – Reisinger Board-a-Match Teams, 1997    | Open                            | -                               | 2                               |
| 1997                            | Albuquerque                     | Summer Championships – Spingold Master Knockout Teams, 1997 | Open                            | -                               | 1                               |

| Inne zawody. Konkurencja par | Inne zawody. Konkurencja par | Inne zawody. Konkurencja par                  | Inne zawody. Konkurencja par | Inne zawody. Konkurencja par | Inne zawody. Konkurencja par |
| Rok                          | Miejsce                      | Zawody                                        | Kategoria                    | Partner                      | Pozycja                      |
| ---------------------------- | ---------------------------- | --------------------------------------------- | ---------------------------- | ---------------------------- | ---------------------------- |
| 1995                         | Londyn                       | Top 16. London. Sanday Times i Macallan. 1995 | Zaproszenie                  | Cezary Balicki               | 3                            |
| 1994                         | Londyn                       | Top 16. London. Sanday Times i Macallan. 1994 | Zaproszenie                  | Cezary Balicki               | 1                            |